# Козия (правитель Парадана)
Козия — правитель Парадана III века из династии Паратараджей.
Как отметил исследователь П. Тэндон, точное значение имени Козии, имевшего, возможно, иранское или центральноазиатское происхождение, неизвестно. Его отцом был Козана, однако на престол Парадана Козия вступил после Бхимарджуны. Известны многочисленные монеты Козии, что указывает, по замечанию П. Тэндона, на его длительное правление, вероятно, самое продолжительное в истории династии. Обнаруженный исключительно медный нумизматический материал этого властителя, состоящий их полудрахм, драхм и дидрахм, подразделяется на три типа. Сначала Козия изображается безусым молодым человеком в остроконечной тиаре, затем — с усами, под конец — в тюрбане. Легенды были как на брахми, так и на кхароштхи. Также монеты Козии отличаются тем, что правитель впервые изображается и стоящим (в тунике до колен, что схоже с кушанскими монетами, начиная с Канишки I). Этот тип использовался и преемниками Козии. На реверсе его монет присутствует повёрнутая чаще вправо, иногда влево, свастика. Время правления Козии относят к 230—275 годам, по другим версиям — к 225—250 или 250—275 годам. Его преемником стал Датарвхарна, являвшийся, вероятно, племянником Козии.